# پژو ۲۰۵
خودرو پژو ۲۰۵ که می‌توان آن را پدر پژو ۲۰۶ خواند، محصول کوچک شرکت پژو است که برای اولین‌بار در سال ۱۹۸۳ عرضه شد و عرضهٔ آن تا سال ۱۹۹۸ ادامه داشت.
این خودرو در زمان خود مورد توجه رسانه‌ها قرار گرفت تا جایی که در سال ۱۹۹۰ به عنوان بهترین خودرو دههٔ ۸۰ میلادی از طرف مجله CAR magazine انتخاب شد.
در ایران نیز مدت کوتاهی این خودرو توسط ایران خودرو عرضه شد. پژو ۲۰۵ علاوه‌بر پرطرفدار بودن در بین خانواده‌ها، در مسابقات رالی نیز بارها قهرمان شده بود و سرانجام با توقف تولید این خودرو پژو ۲۰۶ جایگزین آن شد.

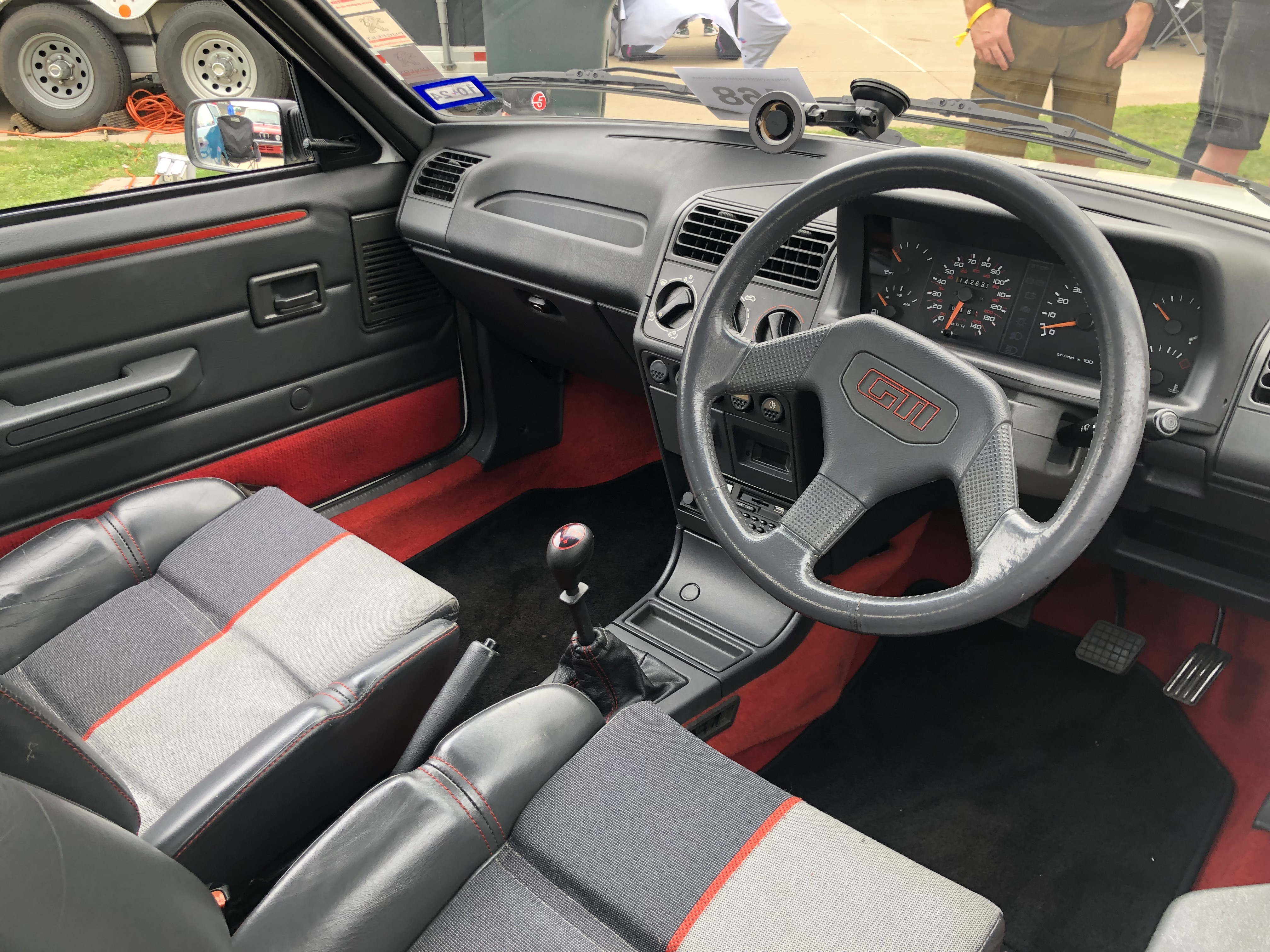

مدل GTi پژو ۲۰۵ با موتور ۱٫۹ لیتری و با قدرت ۱۳۶ اسب بخار، داراری شتاب ۸٫۵ ثانیه و سرعت ۲۳۰ کیلومتر بر ساعت است.
مدل SR پیشرانه چهار سیلندر بنزینی ۸ سوپاپ SOHC با حجم دقیق ۱۱۲۴ سی‌سی است که توانایی تولید نیرویی معادل ۶۰ اسب‌بخار در ۶۲۰۰ دور در دقیقه و حداکثر گشتاور ۸۷٫۵ نیوتون‌متر در ۳۸۰۰ دور در دقیقه را دارد. نیروی تولید شده موتور در این خودرو به کمک جعبه‌دنده ۵ سرعته دستی به چرخ‌های جلو منتقل می‌شود. گفتنی است شتاب صفر تا صد برای این نسخه ۱۴٫۶ ثانیه و حداکثر سرعت ۱۶۴ کیلومتر بر ساعت اعلام شده است

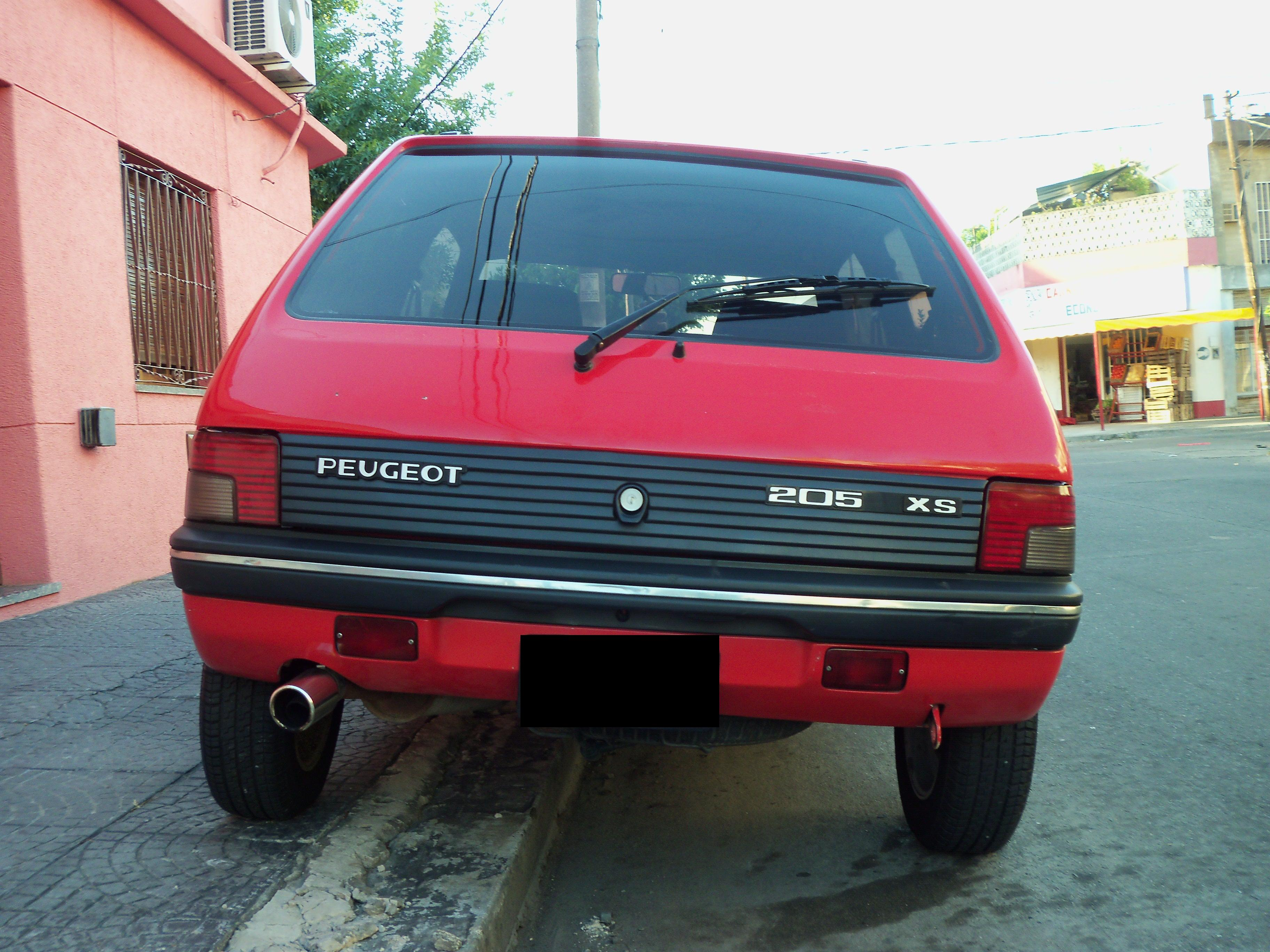

کمپانی پژو برای سهم‌خواهی بیشتر مدل ۲۰۵ از بازار در مقایسه با رقبا، طیف وسیعی از انواع پیشرانه را طی سال‌های عرضه برای این از جمله نسخه‌های ویژه جهت شرکت در مسابقات جهانی رالی نیز می‌توان مدل T16 اشاره کرد که در آینده با اضافه شدن برخی آپشن‌ها از جمله سیستم دیسک ترمز چهار چرخ، پسوند S در انتهای نام این خودرو قرار داده شد. همچنین یک نمونه بسیار قدرتمند هم که از این خودرو تولید شد که با نام 205 T16 Evo ۲ شناخته می‌شود. این خودرو دارای پیشرانه‌ای با قدرت ۴۵۰ اسب‌بخار بود که برای شتاب صفر تا صد تنها به ۳٫۳ ثانیه زمان نیاز داشت. گفتنی است در این سال‌ها نمونه‌های کروکی این خودرو نیز به کمک پینین‌فارینا طراحی و تولید شد.